# Drapeau de Tlaxcala
Le drapeau de l'État de Tlaxcala, au Mexique, se compose de deux parties divisées par une bande diagonale de mesures identiques, avec les couleurs en rouge à partir du pôle, en blanc le deuxième champ diagonal et au centre, a les armoiries de l'État, avec un diamètre de trois quarts de la largeur de ladite bande. Il est possible de porter un nœud papillon ou une cravate des mêmes couleurs, au pied de la moharra.
Le 30 décembre 2016, le Congrès d'État exécute l'acte protocolaire de reconnaissance légale du drapeau de l'État de Tlaxcala à l'intérieur de l'Honorable Congrès d'État. Après la signature du délégué actuel qui a remis la bannière et a été placé dans sa niche officielle. Le drapeau a actuellement un usage gouvernemental et civil.

## Composition et symbolisme

### Couleurs et sa signification
Les tonalités officielles exactes du drapeau n'ont pas encore était définies par les lois du gouvernement de Tlaxcala, mais il suggéré d'utiliser les suivantes en accord avec le système Pantone. Des équivalences approximatives sont fournies dans d'autres systèmes de couleurs.
| Système de couleur | Blanc | Blanc       | Rouge | Rouge      |
| ------------------ | ----- | ----------- | ----- | ---------- |
| Pantone            |       | Safe        |       | 186c       |
| RGB                |       | 255-255-255 |       | 206-17-38  |
| CMYK               |       | 0-0-0-0-0   |       | 0-92-82-19 |
| RGB Hex.           |       | FFFFFF      |       | CE1126     |

## Blason

Les armoiries du Règne de Castilla et León.

Le drapeau de l'État de Tlaxcala est décrit dans l'article 10 chapitre VI de la Ley de los Símbolos Oficiales del Estado de Tlaxcala, dont les caractéristiques sont les suivantes :
Le drapeau de Tlaxcala, contient juste au centre le blason de l'État qui soutient l'ordre public, juridique et civil des tlaxcaltecas, qui a été reconnu la Confédération de Tlaxcala par l'empire espagnol comme ville des indigènes avec tous les  privilèges sur la terre et l'eau grâce à l'ordonnance royale du gouverneur Diego Mixixcatzin en l'année 1530.
L'ordonnance royale précise les descriptions et les couleurs du blason : 

« […] le champ rouge et à l'intérieur un château doré avec des portes et des fenêtres bleues, et au-dessus dudit château un drapeau avec un aigle noir dans un champ doré ; et par la bordure, sur chacun des deux côtés de celle-ci, un bouquet de palmier vert, et en haut de ladite bordure trois lettres qui sont un I, un K, un F, qui sont les premières lettres de nos noms et du Prince Philip, notre très cher et très aimé petit-fils et fils, et entre ces lettres deux couronnes d'or, et du bas deux têtes de  morts et entre eux deux os d'hommes morts percés comme une lame qui jaunissent; dont ladite bordure a la couleur de l'argent d'après ce qu'elles sont figurées et peintes ici, que nous donnons à la ville pour ses armes idem déjà indiqué... »

— Antonio Peñafiel, Ciudades coloniales y capitales de la República Mexicana: Estado de Guerrero, Impr. y Fototipia de la Secretaría de Fomento, 1908, p. 152-153
Les couleurs du blason sont identiques à celles du drapeau, qui coïncide avec les couleurs héraldiques de Jeanne Ire de Castille, lesquels sont les gueules et l'argent, et qui en même temps, sont les pigmentations adoptées pour le drapeau de l'État, selon la description de Desiderio Hernández Xochitiotzin. Ce sont des couleurs qui n'ont aucune signification, mais qui ont une référence directe avec l'adoption des armoiries de la Province Indigène de Tlaxcala, celui qui a été reconnu par l'empire espagnol, utilisant les mêmes nuances sur l'étendard royal de la couronne espagnole.

## Histoire

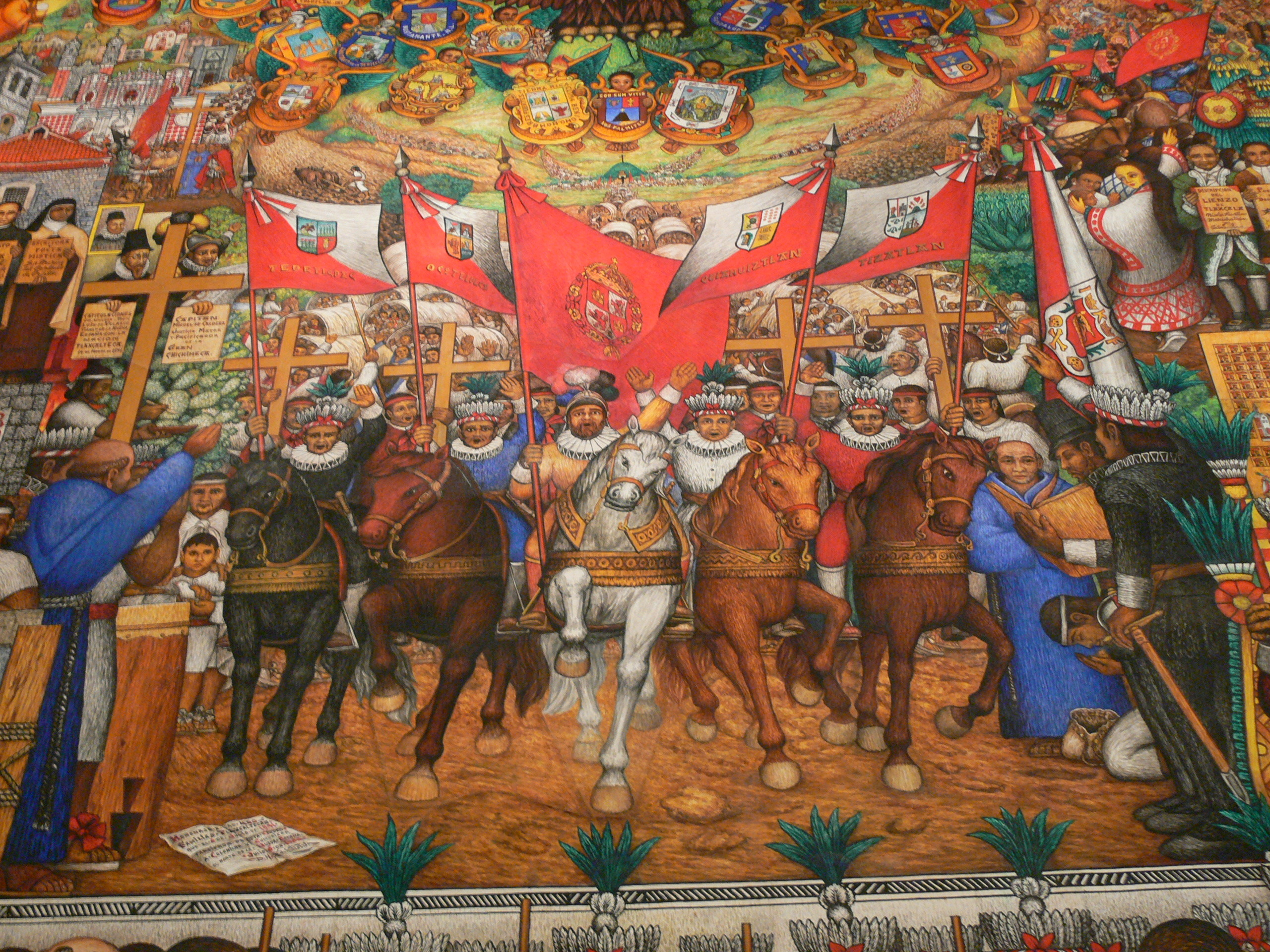
Le drapeau de Tlaxcala par Desiderio Hernández Xochitiotzin.

En 1981, par l'initiative du gouverneur Tulio Hernández, l'artiste  Desiderio Hernández Xochitiotzin dessine le drapeau de l'état de Tlaxcala, plus tard il peignait une fresque mural appelé El siglo de oro tlaxcalteca, sur le mur central des escaliers qui connectent les deux étages du Palais du Gouvernement. Les couleurs du drapeau  tlaxcalteca, ont été repris pour la conception du drapeau, en honneur du règne de Charles Quint, celui qui a donné les armoiries royales Tlaxcala utilisant les mêmes couleurs, rouge et blanc.
Le 30 octobre 2011, le cabildo municipal de Tlaxcala reconnaissent le drapeau Tlaxcala comme symbole d'état et de la municipalité. Les deux derniers gouverneurs (de deux bords politiques différents) ont été les principaux incitateurs du drapeau comme symbole d'identité, a été légalement reconnue pendant l'année 2011, par le Congrès de l'état. Dans la ville de Tlaxcala de Xicohténcatl ils ont commémoré les actes officiels du gouvernement d'état où apparaît le drapeau tlaxcatec, par le gouvernement et par la population civile.
Finalement, le gouvernement vota une loi pour officialiser l'utilisation et le dessin du drapeau de l'État de Tlaxcala, est adopté le 30 décembre 2016 par la Comisión de Educación, Cultura, Ciencia y Tecnología, Tlaxcala étant la seconde entité fédérative, après Jalisco, à adpoter un drapeau d'état, distincte au drapeau mexicain.

## Usage civil

Drapeau de l'État de Tlaxcala.

Le drapeau de Tlaxcala a eu une acceptation considérable dans la population civile, cela est dû aux valeurs que représente la bannière tlaxcateca, depuis l'origine coloniale espagnole et au présent. Le drapeau rouge et blanc est l'identité tlaxcateca à l'intérieur du territoire national et d'avantage au-delà des frontières mexicaines.
Ce symbole doit être imprimé ou dupliqué avec le blason d'état pour être reconnu comme la bannière tlaxcateca, son utilisation est permise lors d'évènements civiques et sportifs d'état, aussi  comme enseigne de l'entité fédérative sur les bâtiments publics et privés tels que les hôtels, commerces, collèges et universités.